# Ultimate Warrior Challenge Mexico
Ultimate Warrior Challenge Mexico, spesso abbreviata in UWC Mexico o semplicemente UWC, è un'organizzazione messicana di arti marziali miste. Fondata nel 2009 dall'imprenditore Alejandro Islas, la promozione ha sede nella città di confine di Tijuana.

## Storia
Sebbene il Messico abbia una lunga tradizione negli sport da combattimento (ha prodotto numerosi campioni del mondo di pugilato e medaglie d'oro nel taekwondo), anche all'inizio del XXI secolo le società locali di MMA nel paese erano scarse e i tifosi messicani tendevano a preferire gli eventi UFC, Strikeforce o PRIDE FC. Ecco perché, alla fine del 2008, Islas propose di creare una promozione che avrebbe dato impulso allo sport a livello nazionale, che chiamò Ultimate Warrior Challenge.
Nel febbraio 2009, l'UWC tenne il suo primo evento presso l'Auditorium Municipale di Tijuana, chiamato "UWC Baja California vs. California", perché quasi tutti i combattenti erano originari della Penisola della Bassa California in Messico e del vicino stato della California negli Stati Uniti.
Tre mesi dopo, il secondo evento della promozione si chiamava "UWC: Furia Cachanilla", storico per due motivi: il primo è che rivelò il primo campione, Akbarh Arreola, che sconfisse il suo avversario Adam Lehman in una manciata di secondi; E la seconda è che è stata la prima volta nello sport messicano che due donne (Margarita De La Cruz Ramírez e Cristina Marks) si sono sfidate in un incontro di MMA autorizzato.
Nel 2015, poco dopo lo svolgimento dell'evento “UWC México 14”, la promozione ha interrotto la sua attività sportiva per ragioni sconosciute, il che ha portato i suoi combattenti a passare ad altre promozioni messicane o straniere. Sono passati quattro anni prima del ritorno della UWC, con l'evento “UWC México 20: Legacy” tenutosi il 24 agosto 2019.

## Campioni attuali
| Divisione            | Limite superiore di peso (in chili) | Campione               | Dal                 | Difese              |
| Campionati Maschili  | Campionati Maschili                 | Campionati Maschili    | Campionati Maschili | Campionati Maschili |
| -------------------- | ----------------------------------- | ---------------------- | ------------------- | ------------------- |
| Peso Massimi         | 120                                 | Jesús Navarrete        | 3 luglio 2020       | 1                   |
| Pesi Medi            | 84                                  | Nayib López            | 28 luglio 2024      | 0                   |
| Pesi Welter          | 77                                  | Adrián Oviedo          | 25 febbraio 2024    | 0                   |
| Pesi Leggeri         | 71                                  | Adriano Nunes          | 28 luglio 2023      | 0                   |
| Pesi Piuma           | 66                                  | Dorian Ramos           | 28 ottobre 2022     | 3                   |
| Pesi Gallo           | 61                                  | Adrián Luna Martinetti | 25 febbraio 2024    | 0                   |
| Pesi Mosca           | 57                                  | Braián González        | 24 febbraio 2023    | 0                   |
| Campionati Femminili |                                     |                        |                     |                     |
| Pesi Paglia          | 52                                  | Vacante                |                     |                     |